# کانتون پوئرتو کیتو
کانتون پوئرتو کیتو (به اسپانیایی: Cantón Puerto Quito) یک منطقهٔ مسکونی در اکوادور است که در Pichincha Province واقع شده‌است.

## خصوصیات
کانتون پوئرتو کیتو ۶۴۰٫۷۰ کیلومترمربع مساحت و ۱۷٬۱۰۰ نفر جمعیت دارد.